# Lista över Malawis presidenter

Presidentens flagga.

Detta är en lista över Malawis presidenter.

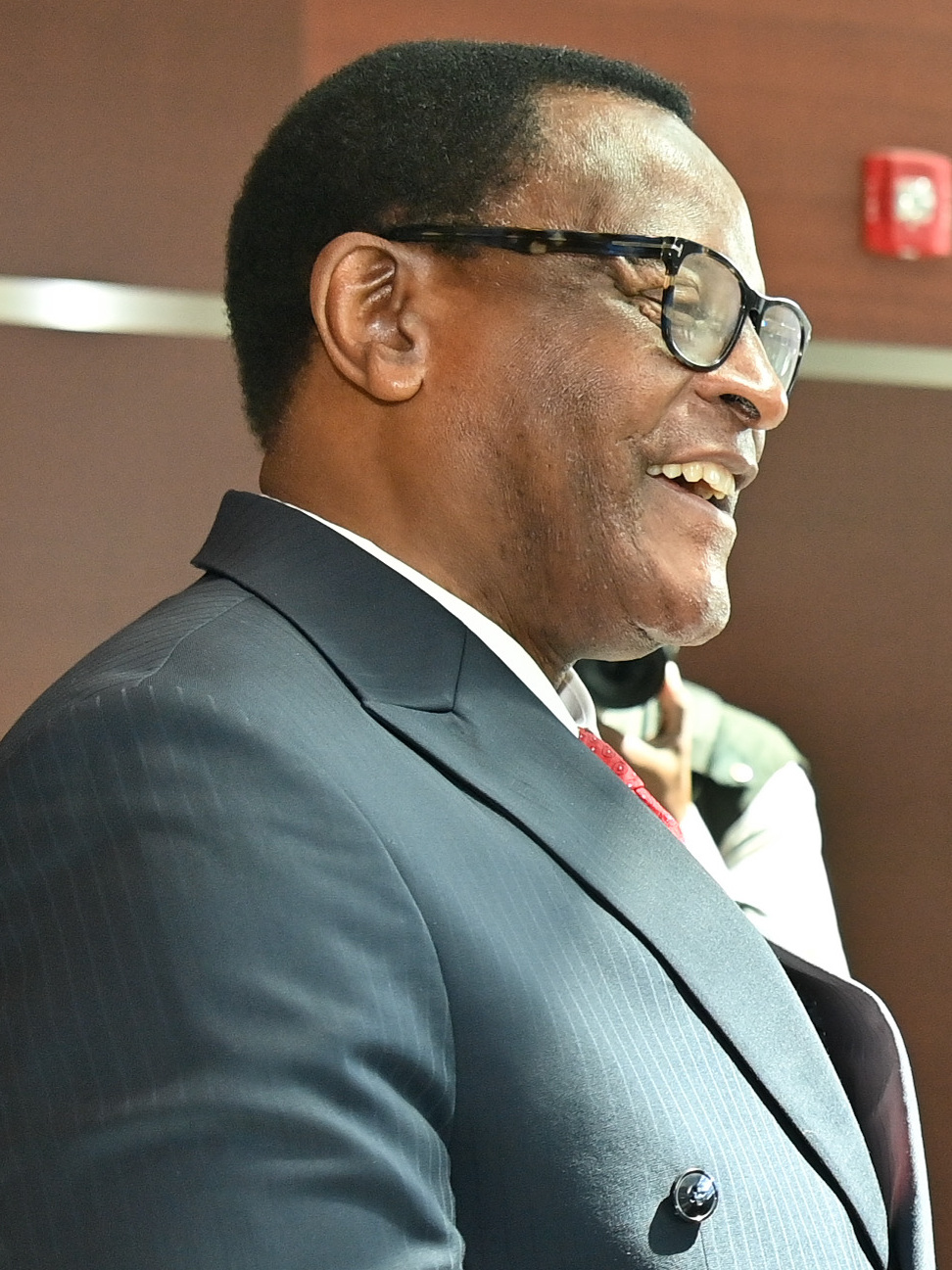
Malawis president Lazarus Chakwera (2023).

Mellan 6 juli 1964 och 6 juli 1966 var drottning Elizabeth II statsöverhuvud och representerades i Malawi av generalguvernör sir Glyn Smallwood Jones. Den 6 juli 1966 blev Malawi republik.
| Namn                  | Ämbetsperiod               |
| --------------------- | -------------------------- |
| Hastings Kamuzu Banda | 6 juli 1966 – 21 maj 1994  |
| Bakili Muluzi         | 21 maj 1994 – 20 maj 2004  |
| Bingu wa Mutharika    | 20 maj 2004 – 5 april 2012 |
| Joyce Banda           | 5 april 2012 – 31 maj 2014 |
| Peter Mutharika       | 31 maj 2014 – 28 juni 2020 |
| Lazarus Chakwera      | 28 juni 2020 –             |